# Pierre de Caters

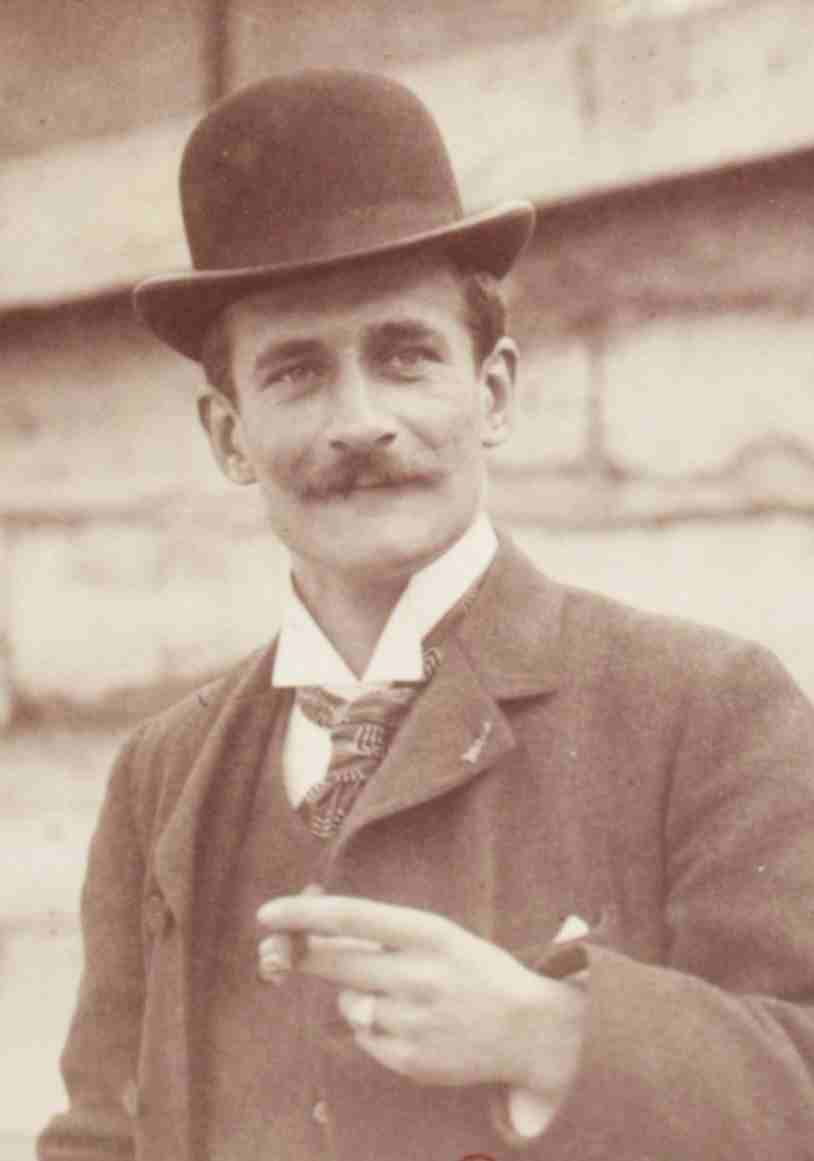
Pierre de Caters (1903)

Pierre Henri Marie Amédée Baron de Caters de Bosschaert (* 25. Dezember 1875 in Berchem; † 21. März 1944 in Paris) war ein belgischer Auto- und Motorbootrennfahrer sowie Flugpionier und Unternehmer. Er war 1908 der erste Belgier, der einen Flug absolvierte.

## Automobilsport

Pierre de Caters auf Daimler beim Circuit des Ardennes (1907)

Baron Pierre de Caters entstammte einer vermögenden adligen Familie. Er besuchte zunächst die Koninklijke Militaire School, danach absolvierte er ein Ingenieurstudium. Außerdem war er ein begeisterter Sportler. Sein Vermögen erlaubte ihm, sich die besten Automobile seiner Zeit zuzulegen. 1899 erwarb er einen Rennwagen von De Dion-Bouton und begann an Autorennen wie dem Circuit des Ardennes oder Paris-Madrid teilzunehmen. Als Vorsitzender des Automobilclubs von Antwerpen und als Mannschaftsleiter von Mercedes startete er 1903 in Irland zum ersten Mal beim Gordon-Bennett-Cup. 1904 hielt er kurz den Landgeschwindigkeitsrekord, als er mit einem Mercedes-Simplex eine Geschwindigkeit von 156 km/h auf einem einen Kilometer langen Strandabschnitt nahe Ostende erreichte. Im selben Jahr wurde er Dritter des Gordon-Bennett-Cups. 1906 startete er bei der ersten Targa Florio auf Sizilien. 1907 gewann er das Circuit des Ardennes und beendete seine Laufbahn als Autorennfahrer.

## Motorbootsport
Pierre de Caters nahm auch aktiv am Motorbootsport teil: Im April 1906 stellte er Weltrekorde über zehn und fünfzig Kilometer sowie einen Schnelligkeitsrekord mit 50,5 Kilometer pro Stunde auf. Im August 1906 gewann er die Oostendse Week van de Gemotoriseerde Watersport.

## Flugsport

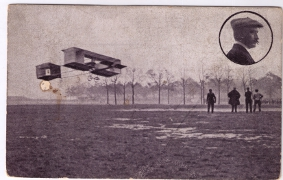
Flug von de Caters bei der Flugwoche in Antwerpen 1909 auf einem Voisin de Caters

Nach den ersten Flügen der Brüder Wright und Henri Farmans weckte auch der Flugsport das Interesse von Baron de Caters. Er reiste 1908 nach Paris, um sich bei den Gebrüdern Voisin fünf ihrer Flugmaschinen zu bestellen. Seine ersten Flugversuche absolvierte er auf dem Landgut seines Schlosses in ’s-Gravenwezel. Er überzeugte den belgischen Kriegsminister, in Sint-Job-in-’t-Goor ein Flugfeld anzulegen. Einige Monate später flog er mit seiner Voisin de Caters Nr. 2 vor Zeugen in einer Höhe von rund fünf Metern mehrere hundert Meter weit. Das gilt heute als der erste Flug eines belgischen Piloten auf belgischem Boden. In den folgenden Jahren nahm er an Flugwettbewerben und -ausstellungen teil, unter anderem an der ILA 1909 in Frankfurt. Auf dem Flugplatz Johannisthal führte de Caters am 26. September 1909 den ersten Motorflug aus.
Im Dezember 1909 war Pierre de Caters der erste Belgier, der eine Fluglizenz vom Belgische Aëroclub erhielt, zusätzlich wurde ihm eine Goldmedaille für den ersten in Belgien geflogenen Kilometer verliehen. Anschließend plante er, von Budapest nach Warschau über Konstantinopel nach Kairo zu fliegen. Sowohl in Polen wie auch in Ägypten war sein Flug der erste in diesen Ländern.
Im Februar 1910 gründete Pierre de Caters das erste Flugzeugunternehmen Belgiens Aviator; er ließ die Flugzeuge in seinem Auftrag von einer anderen Firma bauen. Für seine Verdienste um die belgischen Luftfahrt wurde er zum Ritter der Ehrenlegion ernannt.

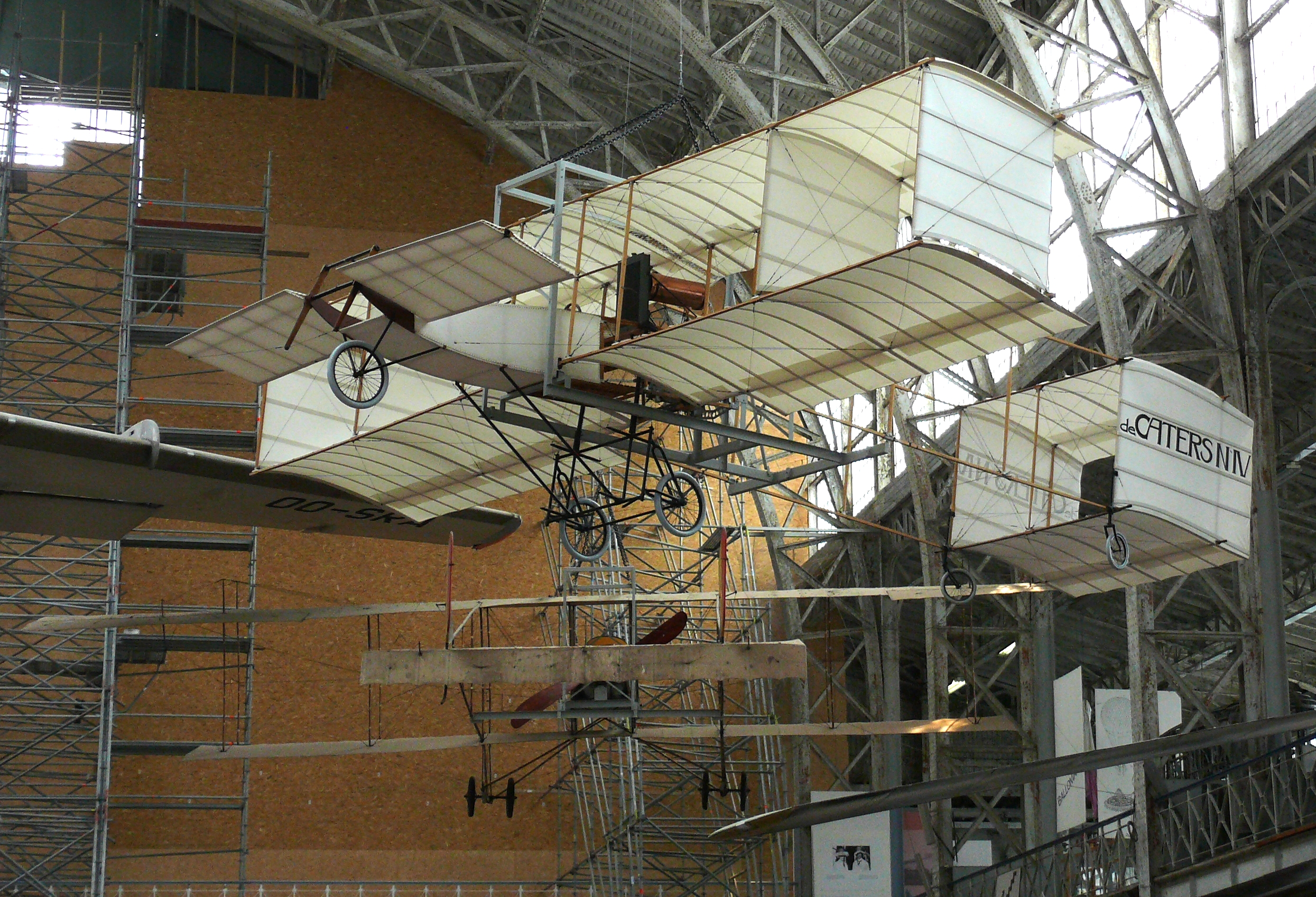
Nachbau eines Voisin de Caters IV im Royal Military Museum in Brüssel

Am 16. November 1910 schiffte sich Pierre de Caters mit zwei Flugzeugen nach Indien ein. Er wurde von Jules Tyck, einem weiteren belgischen Piloten, begleitet. Die Stadt Bombay lehnte es ab, ein Flug-Meeting zu organisieren. Daraufhin reisten die beiden Piloten mit ihren verpackten Flugzeugen weiter nach Kalkutta. Dort startete de Caters mehrfach vom Club of Tollygunge aus. Am 21. Dezember flog er 27 Minuten lang mit Sen Beil, der Schwester des Maharadscha of Cooch Behar, als Passagierin. Eins der Flugzeuge wurde von einem Feuer zerstört. Am 2. Februar 1911 flogen de Caters und Tyck in Bangalore und wurden vom Maharadscha von Mysore empfangen. Von 16. bis 18. Februar flog Pierre von Secunderabad nach Hyderabad. Damit endete die Indien-Tour. Kurz danach wurde das Unternehmen Aviator aufgelöst, und Pierre de Caters nahm an keinen Wettbewerben mehr teil.
Im Ersten Weltkrieg trat de Caters der belgischen Fliegertruppe bei und leitete die Flugschule in Étampes. Bereits kurz nach der Mobilmachung meldeten sich weitere zivile Piloten, neben de Caters die Flieger Crombez, Tyck und die Brüder Olieslagers mit ihren Flugzeugen und ermöglichten die Aufstellung einer fünften Escadrille der Compagnie des Aviateurs.
Noch während des Krieges gründete Pierre de Caters in der Nähe von Paris das Unternehmen Naamloze Vennootschap van Economische Brandstoffe zur Produktion von Torfbriketts, das er nach dem Krieg weiter betrieb.